# General Aviation GA-43
Le General Aviation GA-43 était un avion de ligne américain, produit en petit nombre au milieu des années 1930 et également connu sous les appellations de Pilgrim 150, Fairchild 150 et Clark GA-43,.

## Conception et développement

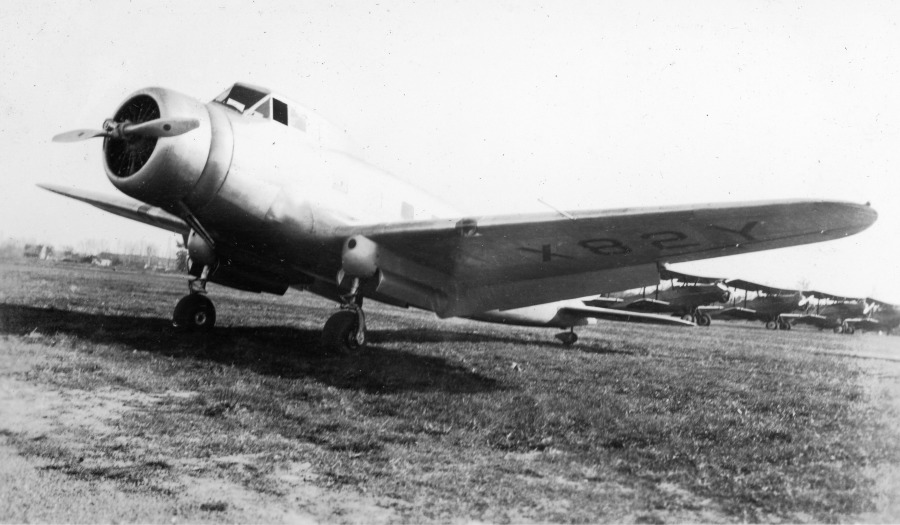
General Aviation GA-43 à l'aérodrome

Le prototype fut conçu et fabriqué par la division American Pilgrim de Fairchild, mais le programme fut repris par General Aviation lorsque cette dernière racheta American Pilgrim peu avant le premier vol du prototype. Bien que ce premier vol eut lieu en mai 1932, la production en série ne démarra pas avant l'année 1934, date à laquelle General Motors avait à son tour acquis des parts dans la société North American Aviation et l'avait faite fusionner avec General Aviation, qu'elle possédait également. Par conséquent, le GA-43 devint le premier avion produit par North American.
Le GA-43 était un monoplan conventionnel à aile basse en porte-à-faux de construction entièrement métallique. Le prototype avait un train d'atterrissage conventionnel (à roulette de queue) fixe, mais les jambes du train principal furent ensuite modifiées pour être rétractables. Ensuite, trois des quatre appareils de production reçurent également des trains rétractables, le quatrième recevant des flotteurs à la place. Le fuselage, de section ovale, contenait une cabine à passagers à dix places, tandis que le cockpit était installé au sommet du fuselage, sous une canopée séparée.

## Utilisateurs
- Suisse :
  - Swissair[1] : Deux appareils.
- Colombie :
  - SCADTA : Un appareil équipé de flotteurs[1].
- Deuxième République espagnole :
  - LAPE : Un appareil.

## Spécifications techniques
Données de Jane's Encyclopedia of Aviation
Caractéristiques générales
- Équipage : 2 pilotes
- Capacité : 10 passagers
- Longueur : 13,13 m
- Envergure : 16,15 m
- Surface alaire : 43,2 m2
- Masse à vide : 2 420 kg
- Masse typique : 3 970 kg
- Moteur : 1   moteur à pistons à 9 cylindres en étoile refroidis par air Wright R-1820 de 700 ch (520 kW)
- Hélices : Hélice bipale

 Performances 
- Vitesse maximale : 312 km/h
- Distance franchissable : 680 km